# Banksia canei
Banksia canei là một loài thực vật có hoa trong họ Quắn hoa. Loài này được J.H.Willis miêu tả khoa học đầu tiên năm 1967.